# Loi portant sur l'adaptation de la justice aux évolutions de la criminalité
Lire en ligne

La loi Perben II sur le site de légifrance

La loi du 9 mars 2004 portant sur l'adaptation de la justice aux évolutions de la criminalité, dite loi Perben II, est une loi française essentiellement destinée à lutter contre la délinquance et la criminalité organisée. Elle a été publiée le 10 mars 2004 dans le Journal officiel et tire son nom du garde des Sceaux du gouvernement de Jean-Pierre Raffarin, Dominique Perben (UMP).
Cette loi a introduit diverses notions inédites, telles que le « plaider coupable », le « stage de citoyenneté » ou la création d'un mandat de recherche d'une part, et d'autre part d'un fichier judiciaire automatisé des auteurs d'infractions sexuelles ou violentes, tandis qu'elle a modifié diverses dispositions du Code de procédure pénale (régime de la garde à vue, prolongation possible de l'enquête de flagrance, etc.).
Elle a introduit dans le Code de procédure pénale un livre cinquième, intitulé « des procédures d'exécution », et relatif au droit de l'exécution des peines.

## Saisine du Conseil constitutionnel
Controversé, le projet de loi a fait l'objet d'une saisine du Conseil constitutionnel par l'opposition.
L'opposition contestait bien des mesures créées par la loi, notamment la prolongation de la garde à vue à 96 heures, dont la durée leur paraissait « manifestement excessive et disproportionnée au sens de l'article 8 de la Déclaration de 1789, violant ainsi la liberté individuelle telle que garantie par l'article 2 de la Déclaration de 1789 ». Cet argument a été rejeté par le Conseil constitutionnel, au motif que l'encadrement de la prolongation de la garde à vue par le juge des libertés et de la détention (JLD) ou le juge d'instruction était suffisante à préserver les libertés publiques (considérant 26).

## Périmètre d'application en matière de criminalité organisée
L'article 706-73 du Code de procédure pénale précise les domaines restrictifs auxquels s'applique la loi Perben II en matière de criminalité organisée : meurtre, torture et actes de barbarie, trafic de stupéfiants, enlèvement et séquestration, traite des êtres humains, proxénétisme, vol, extorsion, destruction ou dégradation ou détérioration d'un bien, fausse monnaie, actes de terrorisme, armes, aide à l'entrée et à la circulation et aux séjours irréguliers d'un étranger en France, blanchiment et recel, association de malfaiteurs se rapportant aux domaines sus-cités.
Cette loi crée au sein de huit tribunaux de grande instance (Paris, Lyon, Marseille, Lille, Nancy, Bordeaux, Rennes et Fort de France) les juridictions inter-régionales spécialisées qui ont pour vocation de traiter des phénomènes de criminalité de grande complexité visés à l'article 706-73 du code de procédure pénale, à dimension trans-régionale ou internationale.
Sont exclus de la loi la criminalité financière et la corruption financière, le législateur ayant considéré que « par nature, la corruption est rarement le fait de bandes organisées » (déclaration du sénateur François Zocchetto rapporteur du projet de loi[réf. nécessaire]).

## Diverses mesures et innovations
- Autorise les policiers à poser des dispositifs d’écoute (caméras ou micros) dans les véhicules et les domiciles privés à l’insu de leur propriétaire et sans avoir à en justifier le motif (valable également pour les « micros » de téléphone portable)[3].
- Elle crée un régime spécial pour ce qui est qualifié de crime organisé ou délinquance organisée. Par suite, elle modifie la législation anti-terroriste, non seulement par la modification du régime de la garde à vue, mais aussi, plus généralement, en abrogeant les particularités relatives à la procédure pénale: celles-ci sont désormais traitées aux art. 706-73 et suivants du Code de procédure pénale, aux côtés des infractions dites de « délinquance organisée ». Bref, terrorisme et crime organisé relèvent désormais du même régime spécial.
- Cette loi fait entrer en vigueur en France la reconnaissance préalable de culpabilité, également appelée le « plaider coupable ».
- Elle prolonge, en cas exceptionnel, la garde à vue à 96 heures (art. 706-88 CPP), et modifie l'ordonnance du 2 février 1945 sur l'enfance délinquante, appliquant cette prolongation de la garde à vue à certains mineurs de plus de 16 ans.
- Elle légalise la pratique des indics de police, lesquels sont dorénavant rétribués[4], mais uniquement en liquide, et impose aux enquêteurs de déclarer à leurs supérieurs l’identité de leur indicateur, qui sera enregistré au Bureau central des sources qui dépend du Service interministériel d'assistance technique[5].
- De plus, elle légalise les missions d'infiltration menées par le SIAT (Service interministériel d'assistance technique). Les informations tirées d'une telle mission peuvent désormais être incluses dans le dossier d'instruction et le policier chargé de l'infiltration n'est plus considéré comme un hors-la-loi par les juges.
- Elle crée le mandat de recherche, qui permet d'arrêter quelqu'un et de le mettre en garde à vue, s'il existe une ou plusieurs raisons plausibles de soupçonner qu'elle a commis ou tenté de commettre un crime ou un délit puni d'une peine supérieure à 3 ans d'emprisonnement.
- Elle introduit en droit français le mandat d'arrêt européen[6]
- Elle prend en compte, lors de la détermination d'un cas de récidive, les sanctions prononcées par des juridictions de l'Union européenne (Code pénal, art. 132-16-6). En pratique, cela ne concerne que les États dont les services du Casier judiciaire sont liés aux services français (soit l'Allemagne, la Belgique, l'Espagne, la République tchèque, le Luxembourg, l'Italie, la Slovaquie).
- Elle crée le fichier judiciaire automatisé des auteurs d'infractions sexuelles (FIJAIS) et modifie le fichier des personnes recherchées (FPR).
- Elle ajoute un délai supplémentaire de huit jours à l'enquête de flagrance, lorsque celle-ci vise des crimes punissables de plus de cinq ans d'emprisonnement.
- Elle crée un statut de repenti (aussi qualifié de « collaborateur de justice »[7]). Ceux-ci peuvent être exemptés de peine ou voir celle-ci diminuer de moitié, lorsqu’ils auront permis d’éviter la réalisation d’une infraction, de la faire cesser ou d’en identifier les auteurs. Ils bénéficient d’une véritable protection : possibilité d’user d’un nom d’emprunt et d’obtenir des mesures de réinsertion pour eux et leur famille[6].
- Les perquisitions peuvent être effectuées de nuit[6] en cas de délinquance organisée.
- Elle modifie les règles relatives au principe de territorialité, en permettant notamment que la France juge des personnes dont elle a refusé l'extradition pour différents motifs (113-8-1 Code pénal). Ceci s'applique notamment aux infractions politiques.
- Elle remplace la contrainte par corps par la contrainte judiciaire (emprisonnement pour non-paiement d'amendes pénales). Alors que les infractions politiques n'étaient pas concernées par la contrainte par corps, cette exception a été supprimée (art. 749 Code de procédure pénale).
- Enfin, l'article 52 supprime le délit d'offense à chef d'État étranger, à la suite d'une condamnation de la France par un arrêt du 25 juin 2002 devant la Cour européenne des droits de l'homme (affaire Colombani et autres contre France).

## «Stage de citoyenneté»
La loi a créé l'article 131-5-1 du Code Pénal, qui introduit la notion d'un « stage de citoyenneté » comme peine alternative à la prison :

« Lorsqu'un délit est puni d'une peine d'emprisonnement, la juridiction peut, à la place de l'emprisonnement, prescrire que le condamné devra accomplir un stage de citoyenneté, dont les modalités, la durée et le contenu sont fixés par décret en Conseil d'État, et qui a pour objet de lui rappeler les valeurs républicaines de tolérance et de respect de la dignité humaine sur lesquelles est fondée la société. La juridiction précise si ce stage, dont le coût ne peut excéder celui des amendes contraventionnelles de la troisième classe, doit être effectué aux frais du condamné. »

## Prises de position
Cette loi et ces instigateurs ont reçu le prix Orwell 2003 du Big Brother Awards France :

« Explications : Dominique Perben, garde des Sceaux, et Nicolas Sarkozy, ministre de l’Intérieur, sont nommés pour le projet de loi sur la "criminalité organisée", dit Perben II, qui porte gravement atteinte à l’indépendance de la justice et introduit de nombreuses mesures remettant en cause les libertés et les droits fondamentaux. »

Selon Françoise Martres, vice-présidente du Tribunal de grande instance de Bordeaux et membre du Syndicat de la magistrature, 

« Sous couvert d’adaptation de la justice aux évolutions de la criminalité, il s’agit en fait d’une loi fourre-tout dont les pans essentiels sont : l’affirmation des pouvoirs du ministre de la Justice dans le cours des affaires pénales même individuelles ; la création d’une procédure d’exception pour la grande criminalité ; le plaider coupable. On y trouve aussi le fichier des délinquants sexuels, des réformes de procédure pénale, le mandat d’arrêt européen, la création de nouveaux délits, une nouvelle réforme de l’application des peines, etc. »

Mme Martres souligne que la procédure d'exception pour la grande criminalité « s’applique également à la petite et moyenne délinquance (vols, extorsions, destructions et dégradations de biens) dès lors qu’elle est commise en bande organisée », notion « sujette à interprétation » Enfin, Martres insiste sur la divergence de traitement entre la petite et moyenne délinquance et la délinquance en col blanc, qui n'est pas ciblée par cette loi : « La grande criminalité n’est pas celle des cols blancs. »
Enfin, selon Christophe Regnard, président de l'Union Syndicale des Magistrats : « On voit bien la logique qui est celle du gagnant-gagnant : pour le délinquant qui finalement se repent ou empêche une infraction et qui va y gagner soit une peine inférieure, soit un changement d'identité et une réinsertion ; et pour la justice et la société, [cela] évite des infractions et (...) permet d'interpeller des auteurs d'infractions potentiellement graves. »